# سونر آكسوي
سونَر آكْسوي (بالتركية: Soner Aksoy)‏, (ولد: 27 يوليو 1941, «غَديز» في كوتاهْية، تركيا) سياسي تركي. ونائب سابق في البرلمان التركي لأكثر من دورة ممثلا عن حزب العدالة والتنمية.